# Bloqueo del canal de Suez de 2021
El bloqueo del canal de Suez de 2021 fue un acontecimiento que se produjo el 23 de marzo de 2021, aproximadamente a las 05:40 UTC (07:40 en hora local), cuando el portacontenedores con bandera panameña Ever Given encalló provocando la obstrucción del punto de estrangulamiento por el que circula más del 10 % del tráfico del comercio marítimo mundial.
El carguero taiwanés, que opera con un bandera de Panamá, y que se trata de uno de los supercontenedores más grandes del mundo con 400 metros de eslora, 59 metros de manga y 15,7 metros de calado, se adentró en el canal de Suez desde el mar Rojo, en ruta hacia el mar Mediterráneo, en la fecha antedicha. La Autoridad del Canal de Suez impone una "tripulación Suez" a todos los barcos que cruzan, incluyendo entre otros a uno o más prácticos (pilotos marítimos), quienes son egipcios empleados por la Autoridad del Canal de Suez. El Given era controlado por dos pilotos egipcios durante el accidente.
Una vez dentro, se investiga si fue golpeado por una intensa ráfaga de viento o bien se realizaron malas maniobras. En definitiva el buque terminó desviado de su curso hacia estribor. Tras tocar tierra con el bulbo de proa, el barco giró y adoptó una orientación oblicua a la dirección del canal, bloqueándolo completamente. El 25 de marzo, la Autoridad del Canal de Suez anunció la suspensión de la navegación hasta conseguir reflotar el navío. Cuatro días más tarde, el 29 de marzo, la misma institución confirmaría que el portacontenedores había sido parcialmente reflotado, pero que el canal permanecería cerrado a la espera del desbloqueo de la proa, que permanecía encallada en la arena.
La suspensión de la navegación causó una importante acumulación de buques en ambas bocas, esperando que se liberase el paso. Varios de ellos, incluido el carguero gemelo del Ever Given, el Ever Greet, tomaron un desvío hacia el sur, rodeando el cabo de Buena Esperanza, la «Ruta del Cabo», que era la única ruta antes de la existencia del canal.
El 29 de marzo, después de días de trabajo retirando arena para liberar el casco y tratando de remolcarlo, el Ever Given fue liberado y el tráfico en el canal de Suez fue  normalizado en etapas, según anunció el mismo día el jefe de la Autoridad del Canal de Suez.

## Antecedentes
El canal de Suez se inauguró en 1869 y es una de las rutas comerciales más importantes del mundo; aproximadamente cincuenta barcos por día viajan a través del canal.

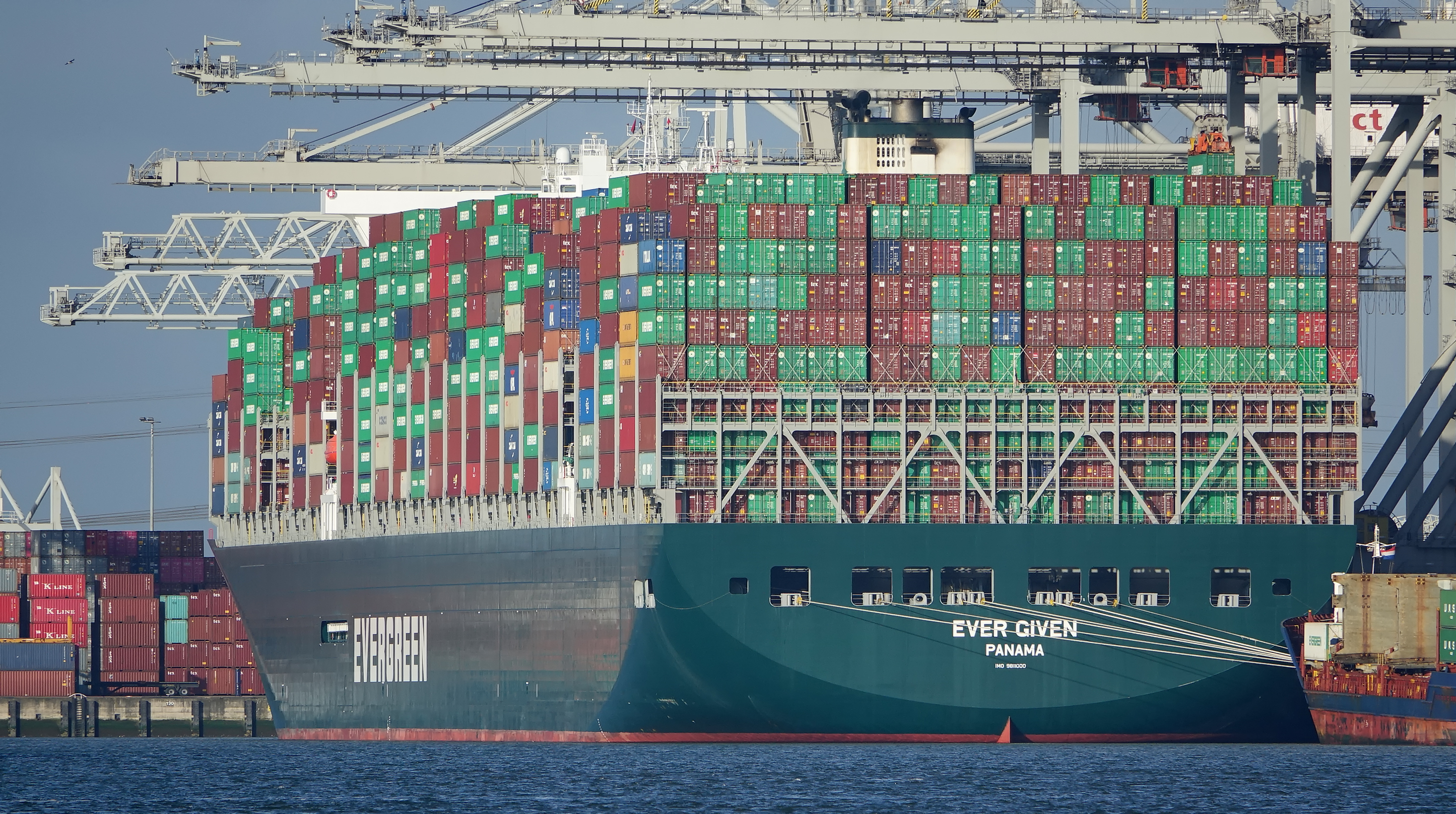
El Ever Given en 2020.

Bill Kavanagh, profesor y excapitán del National Maritime College of Ireland, ha descrito la navegación por el canal de Suez como «una operación muy compleja y de alto riesgo» en la que una ráfaga de viento contra los contenedores «actuará como una vela», que en un barco tan pesado como el Ever Given acumulará un impulso creando un movimiento que es difícil de detener. Por lo general, cuando un barco atraviesa el canal, lo pilota una persona de la Autoridad del Canal de Suez de Egipto que sube al barco, en lugar de hacerlo un miembro de la tripulación.
En los años previos al incidente, numerosos barcos encallaron en el canal de Suez. El 25 de febrero de 2016, el granelero New Katerina encalló en el canal mientras viajaba de Ucrania a Qingdao. El New Katerina se reflotó después de doce días; el tráfico en el canal no se vio afectado durante este período. El 28 de abril de 2016, el buque portacontenedores MSC Fabiola encalló en el Gran Lago Amargo después de experimentar problemas en el motor, lo que obligó a los funcionarios del canal a suspender temporalmente todos los convoyes en dirección al norte y detener todos los convoyes en dirección al sur en el canal. El MSC Fabiola fue reflotado el 30 de abril y continuó por el canal. El 17 de julio de 2018, el buque portacontenedores Aeneas encalló en el canal, lo que provocó una colisión que involucró a los tres graneleros que estaban detrás: Sakizaya Kalon, Panamax Alexander y Osios David.

### El barco
El Ever Given es un buque portacontenedores clase Golden, uno de los portacontenedores más grandes del mundo, y está vinculado con otros buques clase Golden como el más grande que opera Evergreen (en el momento del incidente). Su puesta de quilla fue el 25 de diciembre de 2015, lanzado el 9 de mayo de 2018 y finalizado el 25 de septiembre de 2018. Es propiedad de Shoei Kisen Kaisha, una subsidiaria de la japonesa Imabari Shipbuilding, y es operado por la empresa Evergreen Marine con sede en Taiwán. El buque está registrado en Panamá.
El Ever Given se ha visto involucrado en otros incidentes anteriormente, como su abordaje del ferry Finkenwerder en el río Elba (Alemania), en febrero del 2019.  El ferry de 25 metros de eslora quedó reducido a chatarra. Afortunadamente no había ningún pasajero a bordo y los tres tripulantes resultaron ilesos.

## Incidente
En el momento del incidente, el Ever Given viajaba desde Tanjung Pelepas, Malasia, a Róterdam, Países Bajos. Era el quinto en un convoy en dirección norte, con quince barcos tras de sí cuando encalló.
El 23 de marzo de 2021, a las 07:40 hora local (UTC + 2), el Ever Given viajaba a través del canal de Suez de sur a norte. Se investiga si hubo fallos humanos o bien fue una tormenta de arena, con un viento que alcanzó los 74 km/h (40 nudos) lo que provocó la pérdida de la capacidad para dirigir el barco. El resultado fue que el Ever Given encalló en la marca de 151 km (82 nmi) (medido desde Puerto Said en el mar Mediterráneo, a 10 km (5,4 nmi) del puerto de Suez en el golfo de Suez) y giró hacia estribor sin poder liberarse, bloqueando el canal en ambos sentidos.
El incidente perjudicó a más de 200 embarcaciones a ambos lados del canal, incluidos otros cinco portacontenedores de tamaño similar. Entre ellos se incluyen 41 graneleros y 24 petroleros. Algunos atracaron en puertos y fondeaderos de la zona, mientras que muchos permanecieron en su lugar. Los barcos en el área van desde pequeños cargueros hasta barcos grandes, incluido el buque de abastecimiento Kola de la clase Altay de la Armada rusa, que había estado involucrado en una colisión menor con el granelero Ark Royal ese mismo día.

## Respuesta
Los funcionarios planearon mover dos embarcaciones detrás del Ever Given para dejar espacio para la operación de reflotamiento. Se retiraron del barco combustible, agua de lastre y varios contenedores para ayudar a aligerarlo mientras la maquinaria pesada trabajaba para excavar la proa. Ocho remolcadores están ayudando en el intento de liberarla. También se utilizó una excavadora para liberar la proa o parte delantera del buque de carga. Peter Berdowski, director ejecutivo de Royal Boskalis Westminster, afirmó que la operación podría llevar días o semanas.
El 25 de marzo la Autoridad del Canal de Suez suspendió la navegación a través del canal  hasta que el Ever Given pudiera ser reflotado.
El 27 de marzo, aprovechando una marea con tendencia al alta, los esfuerzos de dragado y el uso de remolcadores permitieron que la popa y el timón se movieran levemente. Sin ser suficiente para liberarlo, marcaron un avance en los trabajos.
El 28 de marzo se anunció que se descargarían más contenedores (especialmente de la proa) para aligerar al buque y facilitar su navegabilidad.

### Desencallamiento
El 29 de marzo, aprovechando la luna nueva que provocó una marea viva (también llamada de sizigias), se logró desencallar parcialmente el buque, si bien las tareas no finalizaron inmediatamente y el canal siguió obstruido un tiempo más sin permitir el paso de otras naves. La proa del barco, que continuaba encallada en la arena, tendría que ser desbloqueada a través de una extracción de arcilla de la orilla mucho mayor, y, de no resultar exitosa la operación, el equipo de logística consideraría la posibilidad de continuar la descarga de contenedores para liberarla.
Sin embargo, la liberación completa se dio ese mismo día a las 13:05 UTC (15:05 en hora local), y el barco fue transportado hasta el Gran Lago Amargo para ser inspeccionado. La autoridad del canal informó que este estaría disponible para su uso a partir de las 17:00 UTC (19:00 en hora local), tras una revisión del fondo y el suelo del canal para garantizar que no había problemas adicionales. A la hora de la reapertura del canal, más de 400 barcos se hallaban a la espera: aproximadamente 200 en el mar Rojo, casi la misma cifra en el mar Mediterráneo; y cerca de 40 en los Lagos Amargos.
El desencallamiento se realizó mediante la transposición de la arena sobre la que se hallaba encallado el bote, además de la acción de 13 remolcadores, unos barcos de pequeño tamaño pero de gran fuerza de tracción que hicieron uso de las mareas a su favor para conseguir liberar el Ever Green. Según las autoridades egipcias, el flujo normal se restituiría a lo largo de tres días, pero los expertos afirman que el acúmulo de cargamentos en el paso supondría un retraso de varias semanas hasta la restabilización del tránsito marítimo normal en la zona.

## Impacto económico

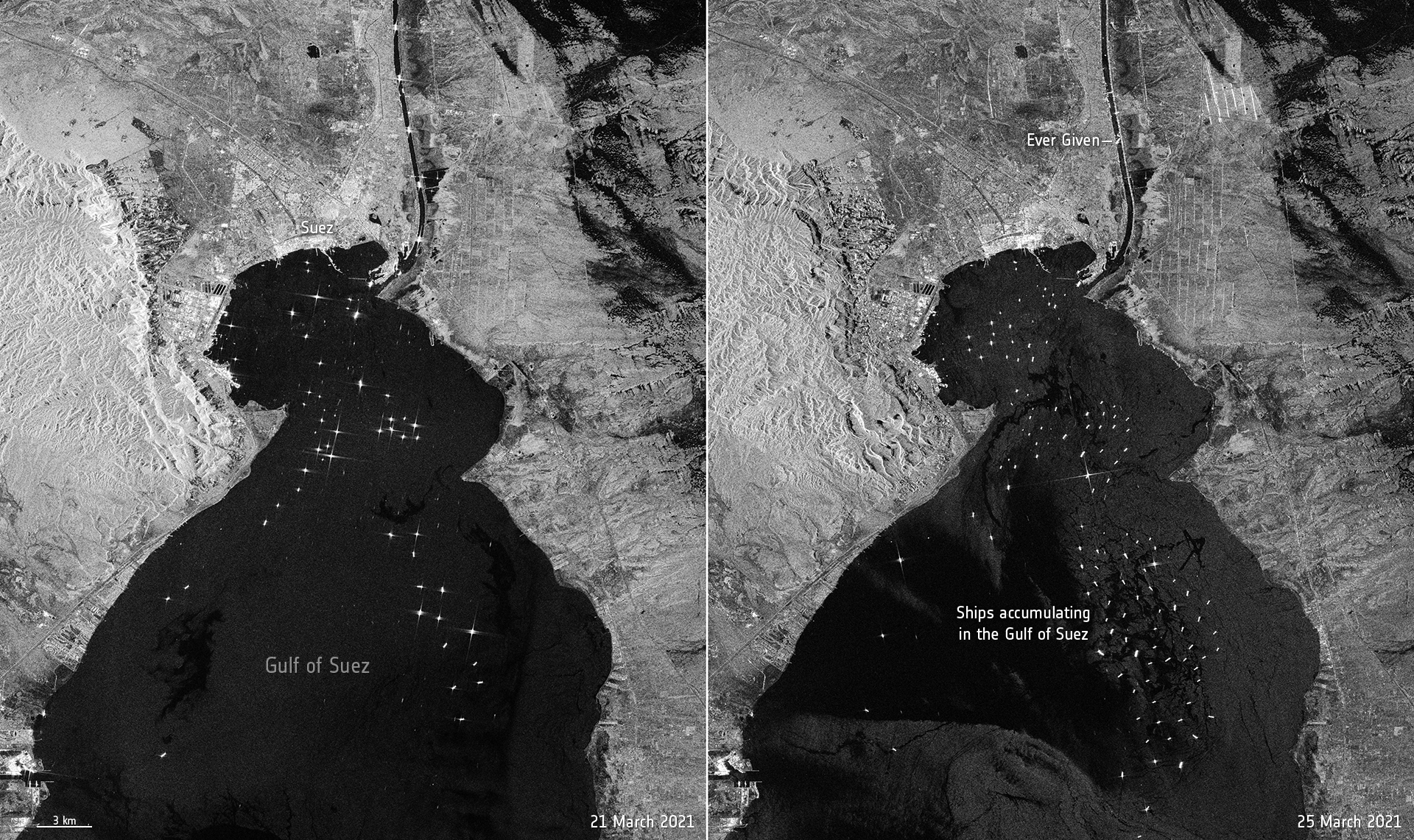
Embotellamiento en el Golfo de Suez visto por el satélite Sentinel-1.

Aproximadamente el 12% del comercio mundial total se mueve a través del canal de Suez. Los expertos han advertido que este incidente probablemente resultará en retrasos en el envío de artículos cotidianos para clientes de todo el mundo.
Lloyd's List estima que cada día que se tarda en despejar la obstrucción perturbará mercancías por valor de 9000 millones de dólares adicionales. Michael Lynch, presidente de Strategic Energy & Economic Research, atribuyó un aumento en los precios del petróleo a «la gente que compra después de las recientes caídas en los precios del petróleo, con Suez cerrando el factor desencadenante», y James Williams, economista de energía de WTRG Economics para las existencias existentes «unos días de desaceleración en la entrega [de petróleo] no son fundamentales para el mercado». El evento solo retrasará los bienes, lo que podría afectar solo a las industrias con escasez existente, como la de semiconductores. Para mitigar la escasez de bienes a largo plazo, los envíos futuros pueden solicitarse antes de lo normal hasta que se haya compensado la diferencia. Sin embargo, un consultor de otra empresa señaló que incluso una interrupción a corto plazo en el canal de Suez tendría un efecto dominó durante varios meses a lo largo de la cadena de suministro.
La ruta alternativa para el tráfico marítimo entre Asia y Europa es alrededor del continente africano, un viaje de alrededor de 9000 km (4900 millas náuticas) y que toma alrededor de diez días.

## En la cultura popular
Se han publicado varios memes de Internet sobre el incidente, junto con numerosos chistes. "Ever Given Ever Ywhere", una aplicación web que permite a los usuarios colocar Ever Given en cualquier parte del mundo también se volvió viral. Los usuarios han publicado chistes y memes en TikTok que muestran sus interpretaciones personales del incidente. También se difundieron en Twitter sugerencias en clave de humor para arreglar el incidente, junto con comentarios sobre la relevancia de sentir que los problemas personales de alguna manera correspondían a que el barco se atascara. Se crearon mods para Microsoft Flight Simulator mostrando el barco atascado en el canal de Suez.